# Stanley Betrian
Stanley Mario Betrian (1 november 1951) is een Curaçaos politicus. Hij was tussen 29 september en 31 december 2012 premier ad interim van Curaçao.
Hij doorliep de HTS in Eindhoven en studeerde rechten aan de Katholieke Universiteit Nijmegen. Betrian was van 1983 tot 1992 executive vicepresident bij de Centrale Bank van de Nederlandse Antillen en van 1992 tot 1994 vakgedeputeerde. Hij was tussen 1994 en 2000 gezaghebber van het eilandgebied Curaçao.
Betrian werd op 29 september 2012 aangesteld en op 30 september door waarnemend gouverneur Adèle van der Pluijm-Vrede beëdigd als interim-premier van Curaçao. Naast het premierschap bekleedde hij ook de post van minister van Justitie. Op dat moment werd aan het kabinet-Schotte op de meest eervolle wijze ontslag verleend door de gouverneur. Demissionair premier Schotte erkende de aanstelling van het kabinet-Betrian echter niet en sprak van een staatsgreep. Hij sloot zich daarop met zijn ministers op in Fort Amsterdam, het Curaçaose regeringsgebouw. Betrian reageerde door te stellen dat hij gewoon aan het werk zou gaan en daarvoor de werkkamer van Schotte niet nodig had.
Op 31 december 2012 werd Betrians interim-kabinet opgevolgd door een zakenkabinet onder leiding van Daniel Hodge.
Betrian werd ministerieel regisseur en toezichthouder (MRT) voor minister Suzy Camelia-Römer, om de veranderingen in de zorg op het eiland te begeleiden. Hieronder viel ook het Curaçao Medical Center. In 2020 ontstond commotie omtrent de facturen die aan MRT werden betaald.
Toen het ziekenhuis in 2022 in grote financiële problemen bleek te zijn geraakt, wees minister Javier Sylvania onder andere Camelia-Römer en Betrian aan als schuldigen van de problematiek rondom het ziekenhuis.
Gerrit Schotte · 
Stanley Betrian · 
Daniel Hodge · 
Ivar Asjes · 
Ben Whiteman · 
Hensley Koeiman · 
Gilmar Pisas ·
Eugene Rhuggenaath ·
Gilmar Pisas